# Bataille de García Hernández
Guerre d'indépendance espagnole
Batailles
- Olivença (01-1811)
- Gebora (02-1811)
- Campo Maior (03-1811)
- 1re Badajoz (04-1811)
- Fuentes de Oñoro (05-1811)
- Albuera (05-1811)
- Usagre (05-1811)
- Cogorderos (06-1811)
- Carpio (09-1811)
- El Bodón (09-1811)
- Aldeia da Ponte (09-1811)
- Arroyomolinos (10-1811)
- Tarifa (12-1811)
- Navas de Membrillo
- Almagro (01-1812)
- 2e Ciudad Rodrigo (01-1812)
- 2e Badajoz (03-1812)
- Villagarcia (04-1812)
- Almaraz (05-1812)
- Maguilla (06-1812)
- Arapiles (07-1812)
- García Hernández (07-1812)
- Majadahonda (08-1812)
- Retiro (08-1812)
- Madrid (08-1812)
- Burgos (09-1812)
- Villodrigo (10-1812)
- Tordesillas (10-1812)
- Alba de Tormes (11-1812) (es)
- San Muñoz (11-1812)

La bataille de García Hernández se déroule le 23 juillet 1812 à Garcihernández, en Espagne, dans le cadre de la guerre d'indépendance espagnole. Elle oppose un corps d'infanterie français commandé par le général Maximilien Sébastien Foy à la cavalerie anglo-allemande du général George Bock. L'affrontement se solde par une victoire britannique.

## Contexte
L'armée alliée commandée par Arthur Wellesley de Wellington a remporté la veille une victoire décisive sur l'armée impériale du maréchal Auguste Marmont à la bataille des Arapiles. Les 1er et 2e régiments de dragons de la King's German Legion (KGL) menés par George Bock se lancent alors à la poursuite des troupes françaises en retraite.

## Déroulement de la bataille

Schéma de la bataille de García Hernández.

La brigade de cavalerie lourde de Bock, forte de 770 hommes, est composée des 1er et 2e dragons de la King's German Legion. Elle est soutenue par la brigade de cavalerie légère britannique de George Anson (11e et 16e dragons légers), dont l'effectif est évalué à 1 000 soldats. À l'approche des Anglo-Allemands, la cavalerie française du général Jean-Baptiste Théodore Curto s'enfuit. Foy déploie quant à lui ses huit bataillons en carré sur une colline près de Garcihernández, dans la province de Salamanque ; il dispose du 6e léger ainsi que des 39e, 69e et 76e régiments d'infanterie de ligne, à deux bataillons chacun.
Dans un premier temps, les dragons de Bock chargent un carré formé par un bataillon du 6e léger. Celui-ci délivre une première salve qui fauche un certain nombre de cavaliers ennemis. Toutefois, les Impériaux ont retenu trop longtemps leur feu et le cheval blessé d'un dragon mort pénètre tel un bélier dans la formation française. L'animal s'écroule, se débat frénétiquement, renverse au moins six fantassins et crée une brèche dans laquelle s'engouffre le capitaine Gleichen, suivi du reste de ses hommes. Le carré est immédiatement rompu et la plupart des soldats le composant sont faits prisonniers,.
Les dragons de la KGL s'élancent alors en direction d'un deuxième carré situé un peu plus loin sur la colline. Celui-ci, ébranlé par la déroute du 6e léger, se désagrège à la vue des cavaliers anglo-allemands et de nombreux soldats français sont capturés dans la panique qui s'ensuit. Foy et les survivants de sa division évacuent promptement le champ de bataille.

## Bilan et conséquences
Selon les chiffres de l'historien Charles Oman, l'armée impériale du général Foy compte environ 200 tués et blessés, et 1 400 hommes sont faits prisonniers, parmi lesquels le colonel Molard du 6e léger. Bock, pour sa part, déplore 54 tués et 62 blessés. D'autres sources font état du côté britannique de 52 tués, 69 blessés et 6 disparus, et de 1 100 pertes (blessés, tués ou prisonniers) du côté français.
L'exploit accompli par les cavaliers de la KGL devient rapidement connu au sein de l'armée britannique. Wellington lui-même déclare : « je n'ai jamais observé une charge aussi héroïque que celle menée contre l'infanterie ennemie par la brigade lourde de la King's German Legion, sous les ordres du major-général von Bock ». Le général en chef accorde à ces soldats l'honneur d'entrer les premiers dans Madrid le 12 août 1812.